# Копец, Инна Андреевна
Инна Андреевна Копец (род. 25 сентября 1938 года) — единственная в мире женщина, налетавшая на вертолётах 11 500 часов, пилот первого класса, мастер спорта СССР международного класса.
Обладатель действующего мирового рекорда Международной авиационной федерации: скорость по замкнутому маршруту 2000 км без груза на турбовинтовом вертолёте класса E-1 — 235,12 км/час. В составе женских экипажей, командиром которых она была, установила на вертолётах Ми-1, Ми-8, Ми-26 15 мировых рекордов, многие из которых не побиты до сих пор.

## Биография

### Ранние годы
Родилась 25 сентября в 1938 году во Владивостоке. Мать — домохозяйка, отец — военнослужащий, участвовал в операции на озере Хасан в 1938 году, во время Второй Мировой Войны сражался под Сталинградом, участвовал в освобождении Ростова, Симферополя, Севастополя и других городов. В 1944 году был ранен при штурме, после продолжительного лечения был демобилизован и устроился электросварщиком на вагоностроительном заводе во Владивостоке.
В 1953 году семья переехала в Астрахань, а в 1955 году, Инна, будучи ученицей 9-го класса, поступила в аэроклуб ДОСААФ, где летала на планёрах БРО-9, А-1, А-2, самолёте Як-18. Из десяти девушек, принятых вместе с ней, обучение закончила только она. После 10 класса Инна совмещала обучение полётам с работой крановщицы на тепловозоремонтном заводе. Тогда же она совершила первый самостоятельный вылет на учебно-тренировочном самолёте Як-18.
Следующим этапом стала Калужская центральная планёрно-вертолётная школа, где она училась на вертолётном отделении. Начала летать на Ми-1, затем освоила другие типы вертолётов. После окончания школы ей предложили работу инструктора.

### Работа в гражданской авиации
В 1962 году Копец перешла на работу в Астраханский отряд гражданской авиации, и стала первой женщиной-пилотом вертолёта Ми-1 в гражданской авиации СССР. В основном её деятельность была связана с Западной Сибирью, а также с севером России: санитарные и аварийно-спасательные рейсы, химработы, рыбнадзор, геологические экспедиции, участие в строительстве газопровода «Средняя Азия — Центр».
В 1967 году была приглашена к подготовке и установлению женских мировых рекордов на новом вертолёте Ми-8. Для этого она прошла переподготовку в Кременчуге. К этому моменту у неё уже был опыт работы в гражданской авиации на Ми-1 с налётом около 3000 часов и со всеми допусками к полётам на этом вертолёте. В этом же году экипаж — (первый пилот И. Копец, второй пилот Л. Исаева, бортинженер Т. Руссиян, штурман Ю. Ступина) — установил пять женских мировых рекордов, включая абсолютный мировой рекорд скорости. В 1969 году Инна с новым экипажем (второй пилот Л. Исаева, штурман Г. Галимова, бортинженер В. Волкова) установила рекорд максимальной дальности полета по прямой — 2232,218 км, и время полета — 11 часов 45 минут, перекрыв 6 мировых рекордов.
Одновременно с установлением рекордов и до 1982 года Копец работала на бортах Тюменского нефтяного управления, обслуживая геологов, железнодорожников, мостостроителей, всевозможные научные экспедиции. Экипаж Копец участвовал в строительстве и обслуживании новых городов и поселков на севере Тюменской области.
В декабре 1982 года Инна приняла участие в установлении рекордов на вертолёте Ми–26. Для этого сформировали новый экипаж: второй пилот В. Волкова, штурман Т. Афанасьева из Тюменского управления, бортмеханик Л. Кошиль из Нижневартовска (одна из немногих в мире женщин-бортмехаников). Они установили девять мировых рекордов по поднятию грузов и высоте полетов.
До 1989 года она работала в аэропорту Мячково командиром Ми-8 и Ми-26 объединённого вертолётного авиаотряда Управления гражданской авиации центральных регионов России, после — завершила лётную карьеру.

### Общественная деятельность
В 1990 году Инна Копец организовала Благотворительный фонд имени заслуженного лётчика-испытателя А. Грищенко, ликвидатора аварии на Чернобыльской АЭС, Героя России. Фонд оказывает помощь вертолётчикам, потерявшим здоровье в Чернобыле, членам их семей, а также другим людям рискованных профессий, попавшим в трудные жизненные ситуации.
В 1996 году Копец приняла участие в создании общественной организации «Женщины Подмосковья».
Инна Андреевна была секретарём и спортивным судьёй в 33-37 чемпионатах России, стран СНГ и Москвы в честь 850-летия столицы (1997 год). Также была помощницей президента Федерации вертолётного спорта В. Е. Павлова, помогала в подготовке сборной команды страны к чемпионатам России, Европы и мира.
С 1998 года Копец руководила клубом «Люберчанка», также была первым вице-президентом клуба женщин лётных профессий «Авиатрисса».
В 2000-х годах она была советником генерального директора авиакомпании «ЮТэйр» по связям с авиационной общественностью.

### Семья
Сын Олег (1972 года рождения).

## Награды и звания
- Орден Почёта (2002)[6]
- Юбилейная медаль «100 лет гражданской авиации России» (2023)[7]
- Медаль «Ветеран труда»
- Нагрудные знаки «Отличник аэрофлота» и «За безаварийный налёт 11 тысяч часов»
- Мастер спорта СССР международного класса
- Медаль «За заслуги в развитии физической культуры и спорта Московской области»
- Почётные грамоты Правительства Москвы
- Почётный гражданин Люберецкого района[8] и Почётный член РОСТО
- Международная премия Ливингстона — за выдающийся вклад в развитие международной авиации[9]
- Благодарности генеральных конструкторов М. Л. Миля, М. Н. Тищенко и министра гражданской авиации Б. П. Бугаева